# Beulaville
Beulaville és una població dels Estats Units a l'estat de Carolina del Nord. Segons el cens del 2000 tenia 1.067 habitants.

## Demografia
Segons el cens del 2000, Beulaville tenia 1.067 habitants, 442 habitatges i 274 famílies. La densitat de població era de 284,1 habitants per km².
Dels 442 habitatges en un 26% hi vivien nens de menys de 18 anys, en un 43,7% hi vivien parelles casades, en un 15,6% dones solteres, i en un 38% no eren unitats familiars. En el 35,5% dels habitatges hi vivien persones soles el 16,5% de les quals corresponia a persones de 65 anys o més que vivien soles. El nombre mitjà de persones vivint en cada habitatge era de 2,24 i el nombre mitjà de persones que vivien en cada família era de 2,89.
Per edats la població es repartia de la següent manera: un 23,1% tenia menys de 18 anys, un 6,2% entre 18 i 24, un 21,3% entre 25 i 44, un 25,7% de 45 a 60 i un 23,7% 65 anys o més.
L'edat mediana era de 44 anys. Per cada 100 dones de 18 o més anys hi havia 69,4 homes.
La renda mediana per habitatge era de 32.059 $ i la renda mediana per família de 40.347 $. Els homes tenien una renda mediana de 30.104 $ mentre que les dones 24.583 $. La renda per capita de la població era de 19.571 $. Entorn del 15,4% de les famílies i el 18,9% de la població estaven per davall del llindar de pobresa.

## Poblacions més properes
El següent diagrama mostra les poblacions més properes.